# Euclea
Euclea er en lille slægt med ca. 20 arter, som er udbredt i Afrika, Comoro-øerne og i Arabien. Det er stedsegrønne træer og buske med hårdt, mørkfarvet kerneved, der ligner Ibenholt. Da hverken planter eller tømmer ses i Danmark, beskrives arterne ikke nærmere.
| Arter |

- Euclea divinorum
- Euclea pseudebenus
- Euclea racemosa